# Bíró Lajos (szakács)
Bíró Lajos (Gyula, 1950. december 26. –) magyar chef, étteremtulajdonos.

## Pályafutása
Gyermekkorát Pakson töltötte. Vendéglátóipari technikumot végzett, majd két évig szakácsként dolgozott. Ezt követően pincérnek állt a Volga Szállóban (1971-1974). Ezt követően az Olimpia Hotelban dolgozott, majd 1975-től az Amerikai Nagykövetség séfje lett, itt ismerkedett meg a kínai konyhával. 1982-től a Vörös Sárkány étterem séfje volt.
1989-2007 között a Múzeum Kávéház és Étterem egyik tulajdonosa és főszakácsa volt. 2004-től szintén saját éttermét, a nagykörúti Bock Bisztrót vezette, egészen 2021-ig, amikor bezárt.
2011-ben Koppenhágában is nyitott éttermet, ez azonban később bezárt. Többször dolgozott rövidebb ideig külföldön, valamint vett részt tanulmányutakon. 2009-ben elvállalta a Mesterszakácsok című televíziós vetélkedő bírájának szerepét. 2012-ben nyitotta meg budai éttermét a Vendéglő a Kisbíróhoz-t amely 2022-ig működött, majd 2015-ben a rántott húsáról híres Buja Disznókat a Hold utcai piacon. Az étkezde 2020-ban a Fény utcai piacra költözött.
Bock Bisztró Balaton néven 2014-ben indult a vonyarcvashegyi étterme. 2022-től a a Zsidai Csoporthoz tartozó 21 A Magyar Vendéglő kreatív séfjeként is dolgozik.

### Családja
Négyszer nősült. Negyedik felesége Bíróné Neisser Hedvig. Egy lánya (Ágnes) és egy fia (Dániel) van, aki Svájcban szintén séfnek tanult.

## Könyvei
- Sok vagyok. Pofátlan ínyencségek, botrányos finomságok. 153 recept a Bock Bisztró séfjétől; szöveg Lieberman Klára, fotó Bakcsy Árpád; T.bálint, Törökbálint, 2010[19][20]
- A disznótOrtól a Bocuse dOrig! Magyar konyha pimaszul; T.bálint, Törökbálint, 2019[21]

## Díjai és kitüntetései
- Az év vendéglőse (2008)
- Amerikai Chef Akadémia tagja (2009)
- Magyar Köztársasági Elnök Arany Érdem Keresztje (2009)
- A Magyar Bocuse d’Or Akadémia elnöke (2011)
- Gundel Károly-díj (2015)[22]
- Dining Guide Életmű Díj (2019)[23]
- Kőrösi Csoma Sándor Életműdíj (2022)[24]